# Phelsuma antanosy
Phelsuma antanosy este o specie de șopârle din genul Phelsuma, familia Gekkonidae, descrisă de Christopher John Raxworthy și Nussbaum 1993. A fost clasificată de IUCN ca specie pe cale de dispariție (stare critică). Conform Catalogue of Life specia Phelsuma antanosy nu are subspecii cunoscute.